# Mike Leclerc
Michael „Mike“ Leclerc (* 10. November 1976 in Winnipeg, Manitoba) ist ein ehemaliger kanadischer Eishockeyspieler, der im Verlauf seiner aktiven Karriere zwischen 1992 und 2006 unter anderem 367 Spiele für die Mighty Ducks of Anaheim, Phoenix Coyotes und Calgary Flames in der National Hockey League auf der Position des linken Flügelstürmers bestritten hat.

## Karriere
Mike Leclerc begann seine Karriere im Jahr 1992 bei den Victoria Cougars in der Western Hockey League. 1994 wurde das Team in Prince George Cougars umbenannt und nach Prince George, British Columbia verlegt. Mike Leclerc spielte nicht einmal eine ganze Saison in Prince George, er wechselte zu den Brandon Wheat Kings, die ebenfalls in der WHL spielten. Beim NHL Entry Draft 1995 wurde er von den Mighty Ducks of Anaheim ausgewählt. Zwischen 1996 und 1999 wurde er vor allem im Farmteam der Ducks, den Baltimore Bandits und den Cincinnati Mighty Ducks eingesetzt. Er absolvierte bis 1999 nur 19 Partien in der regulären Saison und zwei in den Playoffs für die Mighty Ducks of Anaheim.
Ab 1999 spielte sich Leclerc mit starken Leistungen in die Mannschaft der Ducks. Bis 2004 kam er in fast 300 Partien für die Ducks zum Einsatz. Er erreichte bei den Ducks in knapp vier Jahren 142 Punkte. In der Saison 2001/02 kam er in allen 82 Spielen der regulären Saison für die Ducks zum Einsatz. Es war mit 44 Punkten seine beste Saison in der NHL. Zu Beginn der Saison 2005/06 transferierten ihn die Ducks zu den Phoenix Coyotes. Dort bestritt er 35 Partien, bevor er am 1. Februar 2006 mit Brian Boucher für Philippe Sauvé und Steven Reinprecht an die Calgary Flames abgegeben wurde. Nach fünfzehn Spielen bei den Flames beendete er zum Ende der Saison seine Karriere.

## Erfolge und Auszeichnungen
- 1996 President’s-Cup-Gewinn mit den Brandon Wheat Kings
- 1996 WHL East Second All-Star Team
- 1997 AHL All-Rookie Team

## Karrierestatistik
(Legende zur Spielerstatistik: Sp oder GP = absolvierte Spiele; T oder G = erzielte Tore; V oder A = erzielte Assists; Pkt oder Pts = erzielte Scorerpunkte; SM oder PIM = erhaltene Strafminuten; +/− = Plus/Minus-Bilanz; PP = erzielte Überzahltore; SH = erzielte Unterzahltore; GW = erzielte Siegtore; 1 Play-downs/Relegation; Kursiv: Statistik nicht vollständig)